# Araneus acropygus
Araneus acropygus là một loài nhện trong họ Araneidae.
Loài này thuộc chi Araneus. Araneus acropygus được Tord Tamerlan Teodor Thorell miêu tả năm 1877.